# Anisotome
Anisotome Hook. f., 1844 è un genere di piante della famiglia delle Apiacee (o Umbelliferae).

## Tassonomia
Il genere comprende le seguenti specie:
- Anisotome acutifolia (Kirk) Cockayne ex Cheeseman
- Anisotome antipoda Hook.f.
- Anisotome aromatica Hook.f.
- Anisotome brevistylis (Hook.f.) Cockayne ex Cheeseman
- Anisotome capillifolia (Cheeseman) Cockayne ex Cheeseman
- Anisotome cauticola J.W.Dawson
- Anisotome deltoidea (Cheeseman) Cheeseman
- Anisotome filifolia (Hook.f.) Cockayne & Laing
- Anisotome flexuosa J.W.Dawson
- Anisotome haastii (F.Muell. ex Hook.f.) Cockayne & Laing
- Anisotome imbricata (Hook.f.) Cockayne ex Cheeseman
- Anisotome lanuginosa (Kirk) J.W.Dawson
- Anisotome latifolia Hook.f. - specie tipo
- Anisotome lyallii Hook.f.
- Anisotome patula (Kirk) Cockayne ex Cheeseman
- Anisotome pilifera (Hook.f.) Cockayne & Laing
- Anisotome procumbens (F.Muell.) C.J.Webb